# Житова, Варвара Николаевна
Варвара Николаевна Житова (в девичестве Богданович-Лутовинова; 1833—1900?) — сестра Ивана Сергеевича Тургенева, русского писателя и поэта.

## Семья
Варвара Николаевна Богданович-Лутовинова появилась на свет на Орловщине в имении Тургеневых Спасское-Лутовиново. В начале 1830-х гг. в доме Тургеневых в связи с болезнью главы семьи Сергея Николаевича появился новый человек — домашний врач Андрей Евстафиевич Берс. Отношения между родителями писателя были далеки от совершенства. Сергей Николаевич был значительно моложе супруги, не раз ей изменял. И вот теперь в отместку больному супругу Варвара Петровна Тургенева увлеклась молодым врачом. Значительная разница в возрасте её не остановила. Начался роман. И его результат — появление на свет маленькой Вареньки. Варвара Петровна Тургенева, следуя установкам светского общества, должна была сделать некоторые шаги, чтобы хотя бы формально замаскировать компрометирующий факт. Так, Варенька получила фамилию и отчество не родного, а крёстного отца, соседнего помещика Николая Богдановича. Она была оформлена сиротой и числилась в доме родной матери как воспитанница. Родной отец Вареньки А. Е. Берс женился, но на другой женщине. В браке имел дочь Софью, которая вышла замуж за Л. Н. Толстого. Таким образом, Варвара Николаевна Богданович была единоутробной сестрой Ивана Тургенева и единокровной — жены Льва Толстого.
В 17 лет Варвара вышла замуж за егорьевского помещика Дмитрия Павловича Житова и поселилась в Егорьевске (Московская область), в котором прожила 44 года. Умерла в 1900 году в возрасте 67 лет. До сих пор на улице имени Тупицина стоит жилой дом № 28/19, в котором некоторое время снимала комнаты её семья. Этот дом расположен недалеко от здания краеведческого отдела музея. Живя в Егорьевске, Варвара Николаевна неоднократно получала письма от Ивана Сергеевича Тургенева. Щедрый на помощь нуждающимся писатель дважды переводил ей деньги от своего имени.

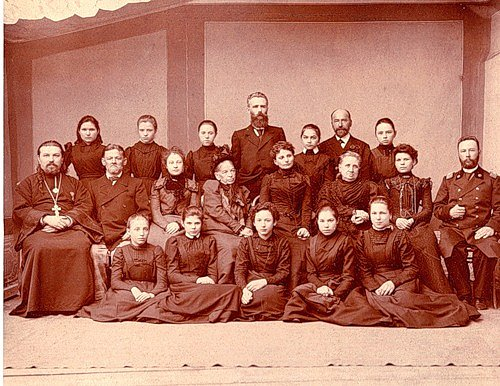
Варвара Николаевна Житова в гимназии (в центре, в шляпке)

Её квартира в Егорьевске была увешана портретами Ивана Сергеевича и разными реликвиями, связанными с его жизнью и творчеством. Наиболее ценным из всех тургеневских вещей считался в семье Житовой юношеский портрет Тургенева. Во время пожаров, которые в «деревянном» Егорьевске того времени были довольно часты и опустошительны, прежде всего снимали со стены и спасали этот портрет писателя. Варвара Николаевна росла вместе с Иваном Сергеевичем, получила прекрасное образование, в совершенстве знала три языка: немецкий, французский, английский.
Варвара Николаевна преподавала французский язык и географию в прогимназии. Писала рассказы, очерки, пьесы. В журнале «Вестник Европы» были напечатаны её воспоминания о семье И. С. Тургенева. Она ставила платные спектакли, а вырученные деньги шли в помощь нуждающимся студентам и гимназисткам. К начальнице гимназии обращалась с прошениями о принятии малоимущих учениц за казенный счет.
Будущий художник и академик Игорь Эммануилович Грабарь с теплотой отзывался о Варваре Николаевне, у которой брал уроки музыки, когда вместе с отцом жил в Егорьевске. Он вспоминал: «У Варвары Николаевны была большая библиотека. И она взяла в свои руки моё литературное воспитание, постоянно снабжала книгами самого разного содержания. В то время я пристрастился к чтению чрезвычайно».
После смерти брата она написала «Воспоминания о семье И. С. Тургенева», впервые напечатанные в 1884 году в журнале «Вестник Европы».

## Потомки
У Варвары Николаевны Житовой была единственная дочь — Надежда, которая приходилась племянницей И. С. Тургеневу и С. А. Толстой.
Мужем её стал местный помещик отставной поручик Михаил Николаевич Змиев (1847—1886). Незадолго до свадьбы он вышел в отставку. Два года преподавал гимнастику в Егорьевской мужской прогимназии. В Рязанском областном Государственном архиве (ГАРО) в материалах Рязанского дворянского депутатского собрания есть формулярный список о службе поручика М. Н. Змиёва. Так, он занимал должности: заседателя Егорьевского полицейского управления (с 10 января 1875 г.); дворянского заседателя в Егорьевской дворянской, опеке (с 23 июня 1875 г.); члена земской управы (с 5 ноября 1877 г.); непременного члена Егорьевского уездного по крестьянским делам присутствия (с 10 февраля 1881 г.) М. Н. Змиев умер 1 июля 1886 г.
Надежда Дмитриевна Змиёва пошла по стопам матери — стала педагогом. Она была классной дамой, надзирательницей Егорьевской женской гимназии. Жила на улице Поповской (ныне ул. Октябрьская) в доме мещанки Титовой. Скончалась Надежда Дмитриевна в 1934 году в Куровском доме престарелых. Могила её затерялась на кладбище. Оставила потомство.